# Técpan de Galeana
Técpan de Galeana é uma cidade do estado de Guerrero, no México.